# Maremagnum
Maremagnum es un centro comercial ubicado en el muelle de España del Puerto Viejo de Barcelona.
Centra su oferta comercial en las tiendas de moda y complementos de grandes cadenas nacionales e internacionales — Mango, Desigual, Lacoste y H&M, entre otras— y en la restauración. Es el único centro comercial de Barcelona que tiene permiso para abrir los 365 días del año, al ubicarse en una zona calificada como turística. Recibe una media de 13 millones de visitantes anuales, en su mayoría turistas.

## Características
Maremagnum tiene 22.000 metros cuadrados de superficie comercial, repartidos en dos edificios. El edificio principal, de tres plantas, cuenta con 18.800 metros cuadrados. Alberga la mayor parte de la oferta comercial, formada por una ochentena de tiendas minoristas de moda y restaurantes, así como un aparcamiento de 850 plazas. El segundo edificio, de 3.200 metros cuadrados, acogía un cine multisalas gestionado por Cinesa. Entre ambos edificios se extiende la plaza de la Odisea. La Rambla de Mar, una pasarela de madera sobre el agua de 380 metros de longitud, une el muelle de España con la plaza del Portal de la Pau y La Rambla.

## Historia
Maremagnum es fruto de la transformación y recuperación del litoral de Barcelona iniciada a finales de los años 1980, con motivo de los Juegos Olímpicos de 1992. El muelle de España del Puerto Viejo se destinó a equipamientos lúdicos, con el cine panorámico IMAX, el Aquarium y el centro comercial Maremagnum, todos ellos inaugurados en 1995. El centro comercial fue obra de los arquitectos Helio Piñón, Albert Viaplana, Rafael Coll. 
Inicialmente la oferta comercial de Maremagnum se centraba en el ocio, especialmente nocturno, con un cine multisalas, restaurantes, bares de copas y discotecas. En sus primeros años de funcionamiento fue escenario de varios altercados nocturnos, que culminaron en 2002 con el homicidio de Wilson Pacheco, un ciudadano ecuatoriano que fue arrojado al mar por  vigilantes de seguridad de una discoteca. A raíz de estos incidentes, el complejo inició su reconversión hacia un centro de ocio familiar y diurno, apostando por los restaurantes y tiendas de moda, en detrimento de las discotecas y bares musicales. El cambio estratégico fue acompañado de una reforma arquitectónica, a cargo de Ricard Mercadé, que incluyó la construcción de un lucernario de 700 metros cuadrados para incrementar la iluminación natural el recinto. En 23 de septiembre de 2005 se realizó la fiesta de reinauguración del nuevo Maregmagnum. En 2009 cerraron sus puertas los dos últimos locales de ocio nocturno que sobrevivían, de los 25 que llegaron a funcionar. En 2012 la planta superior, tradicionalmente ocupada por estos locales, fue reformada para albergar una zona de restaurantes bautizada como «La terraza».